# Carpacoce heteromorpha
Carpacoce heteromorpha là một loài thực vật có hoa trong họ Thiến thảo. Loài này được (H.Buek) Bolus mô tả khoa học đầu tiên năm 1896.